# Fotogrammi d'argento 2013
La 63ª edizione dei Fotogrammi d'argento, assegnati dalla rivista spagnola di cinema Fotogramas, si è svolta l'11 marzo 2013.

## Premi e candidature

### Miglior film spagnolo
- Blancanieves, regia di Pablo Berger

### Miglior film straniero
- Holy Motors, regia di Leos Carax

### Miglior attrice cinematografica
- Maribel Verdú - Blancanieves
- Carmina Barrios - Carmina o revienta
- Belén Rueda - El cuerpo

### Miglior attore cinematografico
- Mario Casas - Unit 7 (Grupo 7)
- José Coronado - El cuerpo
- Antonio de la Torre - Unit 7 (Grupo 7)

### Miglior attrice televisiva
- Michelle Jenner - Isabel
- María Bouzas - Il segreto (El secreto de Puente Viejo)
- Concha Velasco - Grand Hotel - Intrighi e passioni (Gran Hotel)

### Miglior attore televisivo
- Àlex Monner - Pulseras Rojas
- Raúl Arévalo - Con el culo al aire
- Rodolfo Sancho - Isabel

### Miglior attrice di teatro
- Blanca Portillo - La vita è sogno
- Carmen Machi - Chi ha paura di Virginia Woolf? (Who's afraid of Virginia Woolf?)
- Clara Segura - Incendis

### Miglior attore di teatro
- José Sacristán - Yo soy Don Quijote de la Mancha
- Juan Diego Botto - Un trozo invisible de este mundo
- Pablo Carbonell - Non si paga, non si paga!

### Interprete più ricercato su www.fotogramas.es
- María Valverde
- Elena Anaya
- Mario Casas